# Батарейная дорога
Батаре́йная дорога — упразднённый проезд на Крестовском острове в Петроградском районе Санкт-Петербурга. Проходит от Рюхиной улицы до Теннисной аллеи.

## История
В 1849—1889 годах дорога входила в Среднюю Большую аллею. Название Батарейная дорога известно с 1889 года, дано по местонахождению артиллерийских батарей, стоявших в западной части острова в конце XVII — начале XIX веков. С 1930-х годов Батарейная дорога перестала выходить к берегу Финского залива в связи с началом строительства стадиона имени Кирова. В годы Великой Отечественной войны в окрестностях недостроенного стадиона также находились огневые позиции артиллерийских батарей Красной Армии.
Улица была упразднена 16 января 1964 года и восстановлена 5 июня 2001 года. 10 мая 2016 года улица вновь была упразднена, поскольку полностью расположена в границах зелёной зоны общего пользования — Приморского парка Победы.

## Достопримечательности
- Приморский парк Победы